# Taraxacum nevskii
Taraxacum nevskii là một loài thực vật có hoa trong họ Cúc. Loài này được Juz. miêu tả khoa học đầu tiên năm 1937.